# Phenacoccus celtisifoliae
Phenacoccus celtisifoliae är en insektsart som beskrevs av Jason Hollinger 1917. Phenacoccus celtisifoliae ingår i släktet Phenacoccus och familjen ullsköldlöss. Inga underarter finns listade i Catalogue of Life.